# Stanislav Hrubý
Stanislav Hrubý (15. listopadu 1897 Mníšek pod Brdy – ?) byl pražský lékař zapojený do protinacistického odboje, podporovatel výsadku Anthropoid.

## Život a pomoc parašutistům
Stanislav Hrubý se narodil 15. listopadu 1897 v Mníšku pod Brdy do katolické rodiny zámečníka Josefa Hrubého (* 1872) a Anny Hrubé rozené Jaklové (* 1874). V roce 1918 zahájil studia na lékařské fakultě Univerzity Karlovy, která zakončil 25. března 1927.
MUDr. Stanislav Hrubý měl za 2. světové války ordinaci v pražských Vysočanech v dnešní ulici Krátkého 250/4 (do roku 1940 Mánesova, poté Žebrácká ulice). Byl rodinným lékařem Jaroslava Piskáčka, náčelníka vysočanské sokolské jednoty, který bydlel blízko jeho pracoviště v ulici Na Břehu 497/15.
V lednu 1942 přivedl Jaroslav Piskáček do jeho ordinace neznámého muže. Tím neznámým byl parašutista Jozef Gabčík, který se při doskoku zranil na noze. Doktor Hrubý jej ošetřil, aniž by jakkoli pátral po jeho totožnosti.
Počátkem února se Jaroslav Piskáček obrátil na doktora Hrubého znovu. Informoval ho, že má na starosti dva parašutisty z Anglie, o něž je nutné se postarat a kteří potřebují pracovní knížky. Těmi parašutisty byl opět Jozef Gabčík a s ním Jan Kubiš, oba členové paravýsadku Anthropoid, kteří v noci z 28. na 29. prosinec 1941 seskočili u obce Nehvizdy. Dr. Hrubý jej odkázal na Okresní nemocenskou pojišťovnu v Klimentské/Lannově ulici (Lannova ulice byla součástí tehdejšího Švehlovo nábřeží, dnes nábřeží Ludvíka Svobody). Ředitel pojišťovny Alexandr Miniv s pomocí úředníka Jaroslava Falty knížky vydal a doktor Hrubý do nich poté uvedl falešné diagnózy (vřed na dvanácterníku a zánět žlučníku). Do akce byl také zasvěcen Hrubého dobrý přítel dr. Břetislav Lyčka, revizní lékař Okresní zdravotní pojišťovny. Ten pak napsal každý týden revizní nález a potvrdil další pracovní neschopnost do legitimace. Jako práce neschopní se pak parašutisté mohli volně pohybovat po Praze a při případné kontrole mohli prokázat, proč nejsou v zaměstnání.
Stanislav Hrubý docházel za parašutisty do vysočanského bytu Jaroslava Piskáčka. Jeho tchyně Anna Hrušková, která bydlela ve stejné ulici (Na Břehu 97) na oko onemocněla revmatismem, aby tak byly kryty lékařovy návštěvy.
Jak po válce vypověděl, donesl Stanislav Hrubý několik dní před útokem na Reinharda Heydricha parašutistům psychoton, amfetaminové tablety pro potlačení únavy.
Doktor Hrubý zůstal neprozrazen a válku přežil.

## Galerie

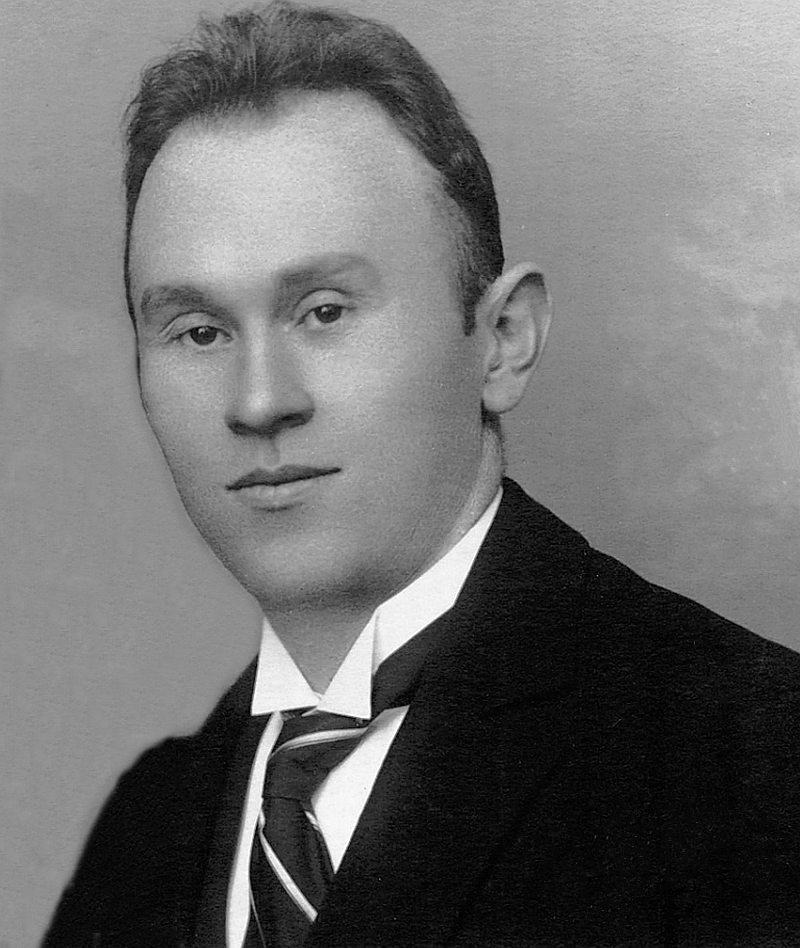
Jaroslav Piskáček
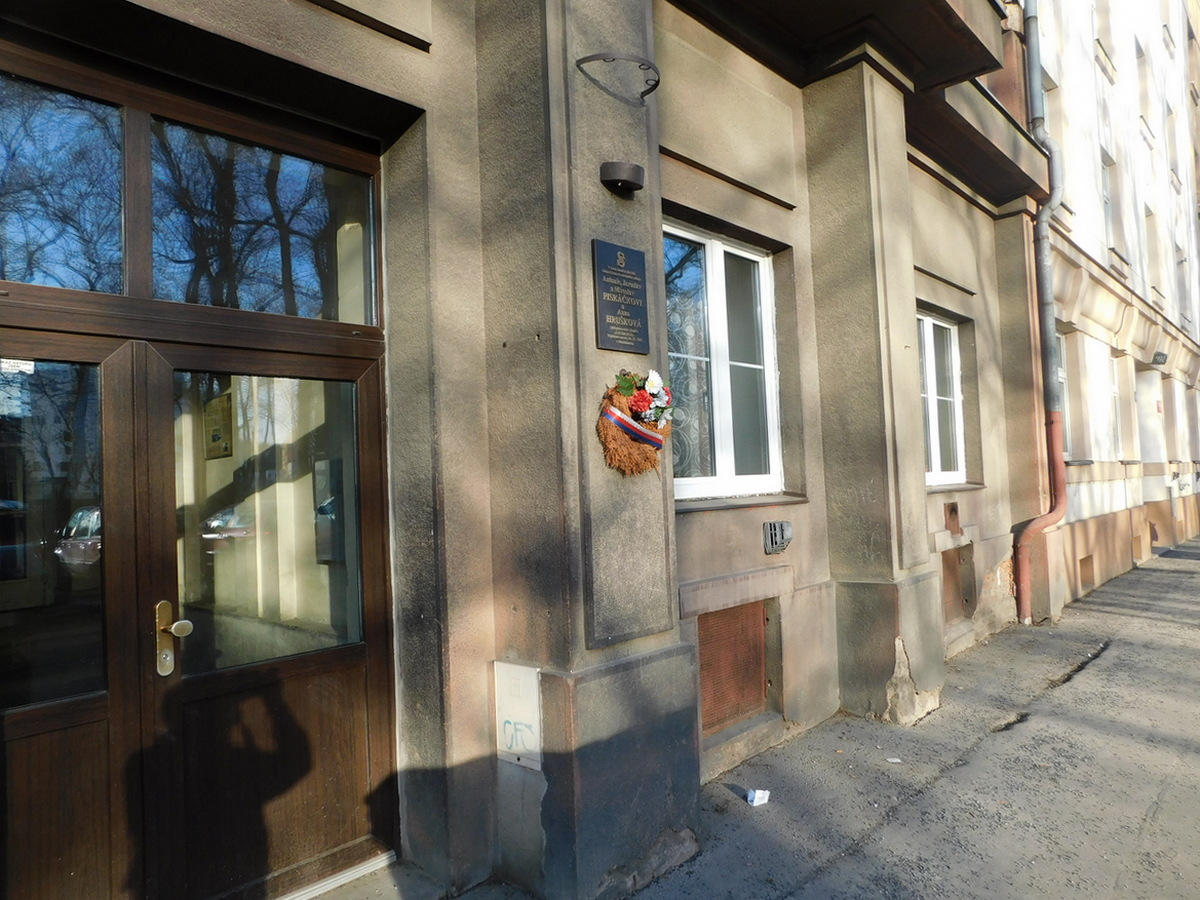
Dům, kde bydleli Piskáčkovi, v ulici Na Břehu 497/15, Praha-Vysočany
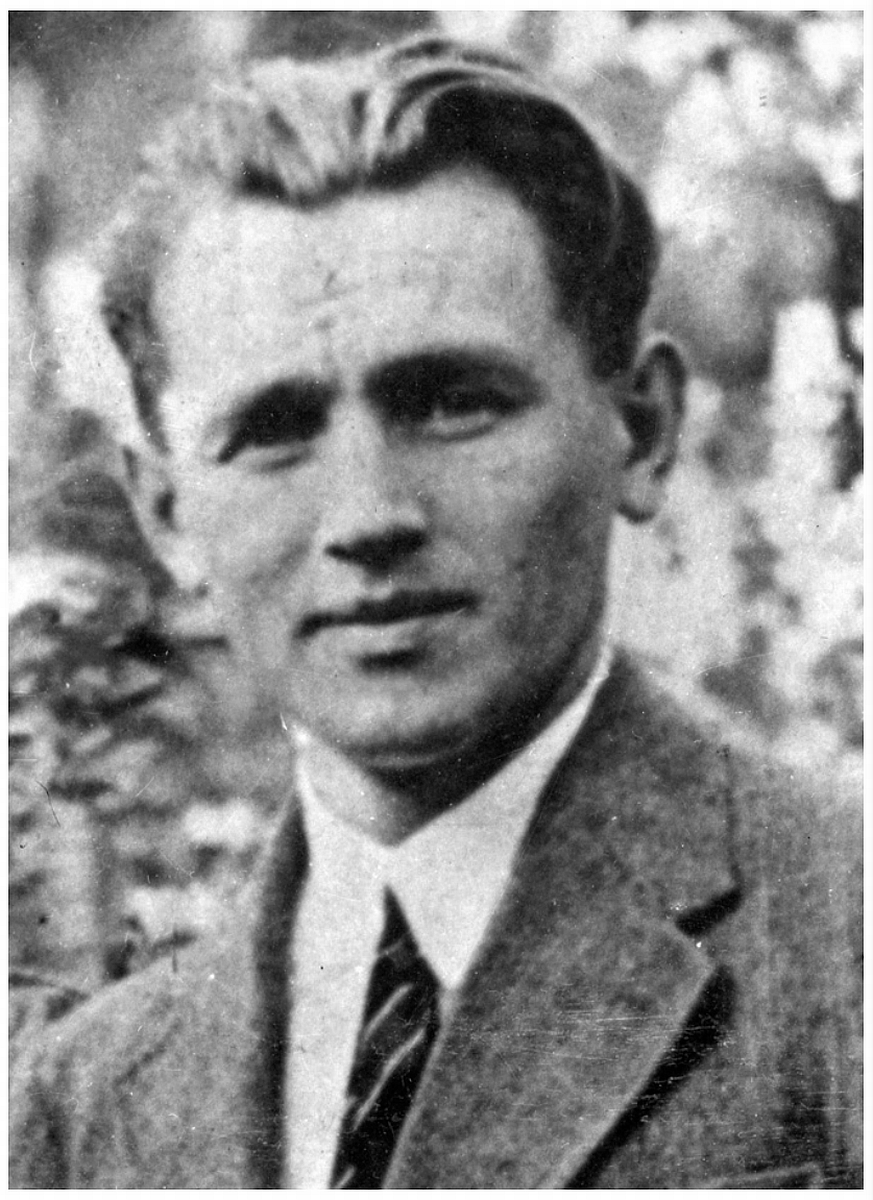
MUDr. Břetislav Lyčka, revizní lékař